# Józef Hoffman
Józef Hoffman herbu własnego (zm. w 1800) – generał lejtnant wojsk koronnych, pułkownik Gwardii Konnej Koronnej od 1782 roku, komisarz w Komisji Kwaterniczej w 1780 roku.
Sas z pochodzenia, oficer wojsk saskich, ok. 1750 roku przeszedł na służbę Augusta III. W 1781 roku uzyskał indygenat.